# 観光丸 (宇宙船)
観光丸（かんこうまる）は、日本ロケット協会が1993年に提唱した、再使用型の宇宙旅行用宇宙船。日本初の蒸気船「観光丸」の名称から名づけられた。

## 概要
単段式宇宙輸送機 (SSTO) であり、離着ともにロケットノズルを下にした垂直離着床をおこなう。直径18m、長さ22mのドングリのような形状をしている。燃料には液体水素・酸素を想定しており、ロケットエンジンは円周上に12基配置される。定員は54名で、機体とその他重量で60t、それに燃料495tが加わり、離陸重量は550tとなる。高度200km、3時間で地球を2周する軌道飛行を行う。1995年の見積りで試作機も含めた開発費は2兆6,700億円とした。実現すれば、乗客一人当たり300万円程度で宇宙旅行が行える、画期的な宇宙船の提唱であった。
しかし、上記の性能を満たすような再利用可能で軽量な機体の実現など、構想の時点では技術的に不可能な課題の明確化と、その課題の打破に必要なブレイクスルーが示されていない点が、後に批判されている。NASAが開発を進めたSSTOベンチャースターも、（観光丸より低難度である）実験機X-33の段階で、機体の軽量化が実現できないとして計画が打ち切られた。

## 宇宙丸
宇宙丸（うちゅうまる）は、観光丸の前段階として麻布大学教授のパトリック・コリンズが提案した、高度100km、5分間の準軌道飛行を目的とした再使用型の宇宙旅行用宇宙船。直径5.4m、長さ8.5mの円錐形で、燃料には液体水素・酸素を使用。これらの技術ベースは宇宙科学研究所で開発されているRVT（再使用ロケット実験）を利用することを提案している。ロケットエンジンは4基で、最高速度は秒速約2km。定員は5名以上と多いが、目標とするものは2004年にスペースシップワンが達成したAnsari X Prizeとほぼ同じ（X Prizeは定員3名）である。開発期間は3年で費用は100億円以上300億円以下、宇宙旅行の費用は最終的には一人当たり30～50万円にまで下がると見積もっている。なお、スペースシップワンの開発費は2,500万$（約28億円）だと言われている。